# Ignacy Kłopotowski

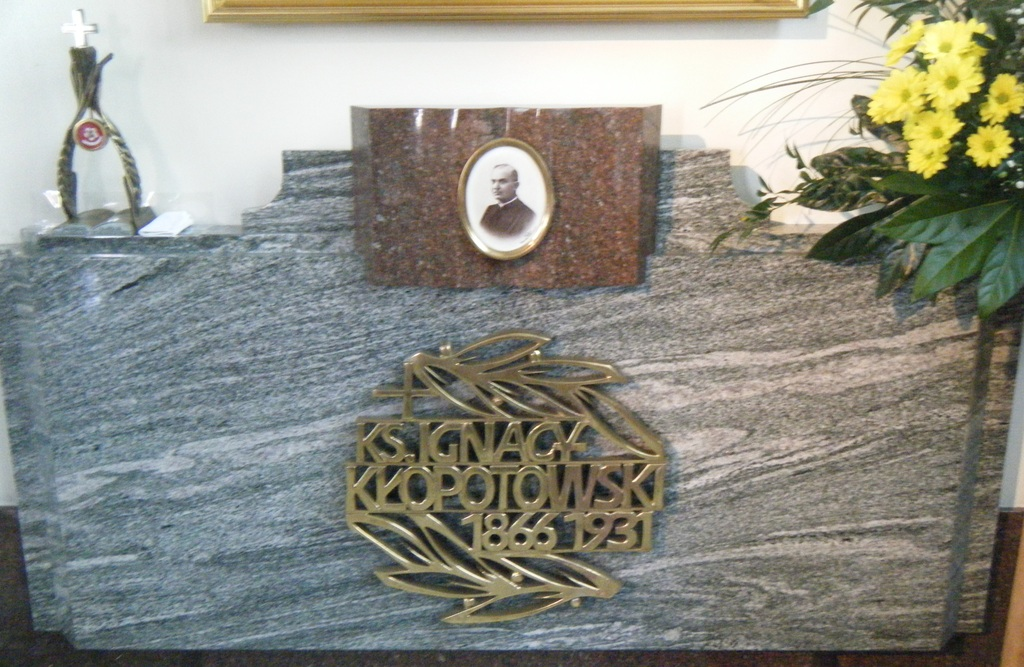
Grób Ignacego Kłopotowskiego w Loretto

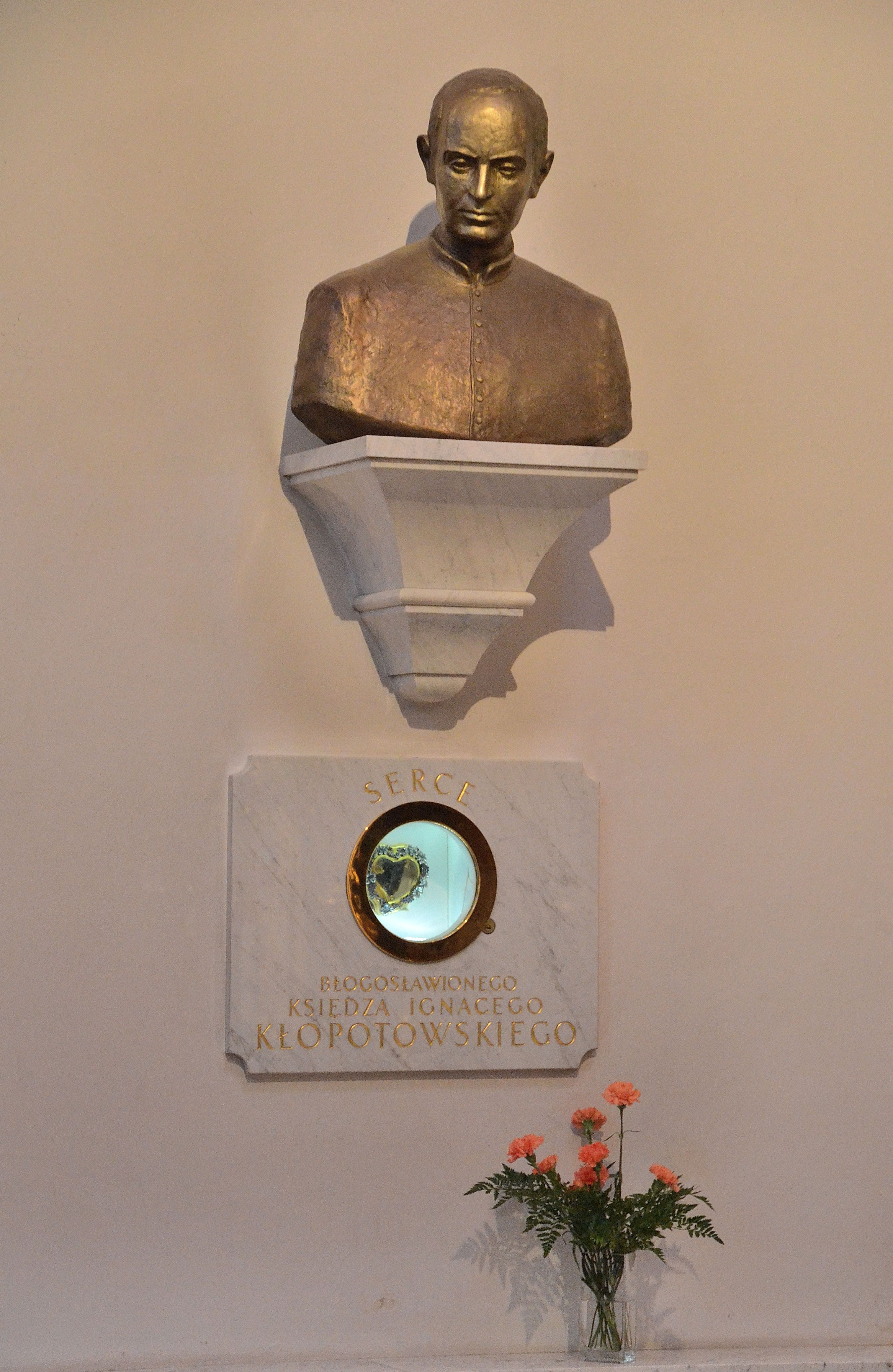
Popiersie i relikwiarz z sercem ks. Ignacego Kłopotowskiego w bazylice katedralnej św. Michała i św. Floriana w Warszawie

Ignacy Kłopotowski (ur. 20 lipca 1866 w Korzeniówce, zm. 7 września 1931 w Warszawie) – błogosławiony Kościoła katolickiego, duchowny rzymskokatolicki i społecznik.
Przez większą część życia Ignacy Kłopotowski prowadził działalność filantropijną, początkowo na terenie diecezji lubelskiej, a później archidiecezji warszawskiej. Był publicystą i wydawcą prasy katolickiej. Założyciel Zgromadzenia Sióstr Matki Bożej Loretańskiej.

## Życiorys
Kształcił się w gimnazjum klasycznym w Siedlcach (od 1877), później w seminarium duchownym w Lublinie (1883) i w Akademii Duchownej w Petersburgu (1887). Święcenia kapłańskie otrzymał 5 lipca 1891 r. w katedrze lubelskiej z rąk biskupa Franciszka Jaczewskiego.
Po święceniach został wikariuszem parafii Nawrócenia św. Pawła w Lublinie (1891-1892), parafii katedralnej (1892-1895, 1906-1908), był rektorem kościoła św. Stanisława (1896-1906). Od 1892 do 1908 prowadził wykłady z Pisma Świętego, katechetyki, kaznodziejstwa, teologii moralnej i prawa kanonicznego w lubelskim seminarium duchownym.

### Praca
W pracy duszpasterskiej bardzo często spotykał się z moralną i materialną nędzą, bezrobociem i zacofaniem. Ludzi żyjących w nędzy i zagubionych moralnie ks. Kłopotowski otaczał szczególną troską. Zainicjował liczne dzieła charytatywno-społeczne. Stworzył Dom Zarobkowy w Lublinie (1893), w którym bezdomni pracowali w wielu warsztatach, zarabiając na utrzymanie i mieszkanie. Założył szkołę rzemieślniczą, Przytułek św. Antoniego dla moralnie upadłych kobiet (1896), sierocińce w Lublinie, w Jacku k. Lubartowa i w Opolu Lubelskim oraz domy dla starców na Sierakowszczyźnie i Wiktorynie. Jako rektor kościoła św. Stanisława udzielał pomocy prześladowanym unitom. Był też inicjatorem założenia w podlubelskich wsiach sieci szkół wiejskich przy pomocy Zgromadzenia Sióstr Służek Niepokalanej z Mariówki, za co spotkały go represje ze strony władz rosyjskich.
W 1913 r. został mianowany wikariuszem przy kościele św. Anny, a rok później rektorem kościoła przy ul. Freta. Sześć lat później został proboszczem parafii Matki Bożej Loretańskiej przy kościele św. Floriana na warszawskiej Pradze. Chcąc zapewnić ciągłość zapoczątkowanej przez siebie działalności wydawniczej, 31 lipca 1920 założył Zgromadzenie Sióstr Loretanek, które do dziś prowadzi apostolstwo przez słowo drukowane.
Rozwijając w Warszawie działalność wydawniczą nie zapomniał o najbardziej potrzebujących: w 1928 r. założył Loretto k. Wyszkowa – ośrodek kolonijny dla biednych dzieci i dla staruszek. Osoby, które bezpośrednio się z nim zetknęły, zaświadczają, że był „prawdziwym ojcem, opiekunem sierot”. Organizował dla nich bezpłatne kuchnie, kolonie, ochronki. Do dziś w budynku przy ul. Sierakowskiego 6 siostry loretanki prowadzą Dom Ojca Ignacego – świetlicę dla dzieci z najuboższych rodzin z terenu warszawskiej Pragi.

### Działalność publicystyczna
Pisał też i wydawał tanie broszurki religijno-patriotyczne, wydawał dziennik „Polak-Katolik”, tygodnik „Posiew”, miesięcznik „Dobra Służąca”. W 1908 r., z myślą o rozwinięciu działalności wydawniczej, przeniósł się do Warszawy. Tu powstały pisma: „Kółko Różańcowe” i „Anioł Stróż” (pisemko dla dzieci). Po odzyskaniu niepodległości wznowił i redagował „Przegląd Katolicki”, zaś pod koniec życia zaczął wydawać „Głos Kapłański”.
Broszury:
- Droga do szczęścia – 1934

### Śmierć
Zmarł nagle 7 września 1931 r. Został pochowany na Powązkach. Zgodnie z jego wolą, 26 września 1932 r. jego ciało złożono na cmentarzu w Loretto. W roku 2000 prochy ks. Ignacego przeniesiono do kaplicy sanktuarium założonego przez niego zgromadzenia loretanek.

## Dzień obchodów
W kalendarzu liturgicznym Ignacy Kłopotowski jest wspominany w archidiecezji lubelskiej i  diecezji warszawsko-praskiej 7 września.

## Beatyfikacja
Proces beatyfikacyjny rozpoczęto w 1988 r. W grudniu 2004 w obecności papieża Jana Pawła II ogłoszono dekret o heroiczności cnót ks. Ignacego. 3 maja 2005 Stolica Apostolska orzekła, że złożone w Kongregacji Spraw Kanonizacyjnych udokumentowane świadectwo uzdrowienia ks. Antoniego Łatki z Szerokiej ma charakter cudu dokonanego za pośrednictwem ks. Kłopotowskiego.
61-letni kapłan został napadnięty i zmasakrowany przez nieznanych sprawców na plebanii w nocy z 20 na 21 czerwca 1991 r. Księdza odnaleziono o 5 rano nieprzytomnego, broczącego krwią, z licznymi ranami głowy i całego ciała. Podczas operacji w szpitalu w Jastrzębiu Zdroju lekarze stwierdzili, że czaszka ks. Łatki nosi ślady 13 ciosów. Jednocześnie z pomocą medyczną parafianie i przyjaciele prosili Boga o zachowanie życia i powrót do zdrowia ks. Łatki. Modlili się za wstawiennictwem sługi Bożego ks. Ignacego Kłopotowskiego, którego czcicielem był ks. Antoni. Szerzył on jego kult wśród parafian.
Ks. Antoni Łatko w krótkim czasie powrócił do zdrowia i 19 lipca 1991 r. opuścił szpital, podejmując obowiązki kapłańskie. Jest on niezmiennie przekonany, że Bóg uczynił w jego życiu cud za pośrednictwem ks. Ignacego Kłopotowskiego. W pierwszych dniach po wyjściu ze szpitala udał się do Loretto na jego grób, aby podziękować mu za dar życia, a siostrom loretankom za modlitwę.
Kilka lat później rozpoczęto proces badający to niezwykłe uzdrowienie. Jego otwarcia dokonał abp Damian Zimoń 21 grudnia 1995 r. w Katowicach. Zebrano obszerny materiał medyczny, udostępniony przez szpital w Jastrzębiu Zdroju, przesłuchano 18 świadków, w tym: lekarzy, kapłanów, parafian, siostry loretanki oraz samego uzdrowionego. Zebraną dokumentację przedstawiono Kongregacji Spraw Kanonizacyjnych.
Dekretem z 9 kwietnia 1999 r. kongregacja potwierdziła ważność przeprowadzonego procesu na szczeblu diecezjalnym. W oparciu o zebrany materiał opracowano pozycję o domniemanym cudzie. Przekazana do zaopiniowania przez kolejnych dwóch watykańskich lekarzy, tzw. periti ex officio (biegłych z urzędu), uzyskała ich pozytywną opinię. Opisywany przypadek polecili oni poddać dalszej analizie przez trzy kolejne komisje: lekarską, teologiczną i kardynalską.
Sympozjum Komisji Lekarskiej 25 listopada 2004 r. wydało pozytywną ocenę cudu. Również siedmiu teologów 7 lutego 2005 r. potwierdziło tę opinię. Ostatnie orzeczenie kardynałów dotyczące cudownej interwencji Boga za wstawiennictwem sługi Bożego ks. Ignacego Kłopotowskiego wydano 3 maja 2005.
Beatyfikacja odbyła się 19 czerwca 2005 w Warszawie.